# Martin Hübner
Martin Hübner (født i 1723, død 27. april 1795) var en tyskfødt dansk jurist.

## Liv og gerninger

### Uddannelse og udlandsrejser
Martin Hübner blev født i Hannover, men kom tidligt til Danmark, hvor han blev opdraget. 1741 blev han student fra Frederiksborg Skole, noget efter informator for grev Christian Frederik Holstein af Ledreborg og 1751 professor designatus ved Københavns Universitet.
Da han var den 5. i rækken af designerede professorer, besluttede han at benytte tiden til studier i udlandet, og 1752 rejste han udenlands med det Lassenske Stipendium for 3 år. Han ville studere statslære, handel og industri. Rejsen, på hvilken han besøgte Tyskland, Schweiz, Holland, England og Frankrig, kom imidlertid til at vare ikke som planlagt 3, men hele 7 år og belyses udførligt i en række breve fra ham til statsminister Johan Ludvig Holstein, der senere er blevet opbevaret i Ledreborgs manuskriptsamling.
På denne i økonomisk henseende ofte vanskelige rejse udviklede han sig som folkeretlig forfatter. I Paris omgikkes han fortroligt med tidens betydeligste lærde, såsom Georges-Louis Leclerc Buffon, d'Alembert, Bernard le Bovier de Fontenelle og andre, og Frankrigs udenrigsminister søgte at få ham til at rejse til England for at indlede forhandlinger om en separatfred i Den Preussiske Syvårskrig.
1759 blev han kaldt hjem af J.H.E. Bernstorff, der ønskede, at han skulle bistå den danske gesandt i London i varetagelsen af de danske søfarendes interesser i sagerne angående de af England kaprede skibe. Det varede dog til marts 1761 før han kom af sted, men efter et kort besøg i Paris opholdt han sig i de følgende år i London til 1764, hvor han til gavn for danske interesser blandt andet forfattede skriftet The present state of Denmark.

### Universitetsvirksomhed
Ved universitetet blev han på denne tid virkelig professor, men skønt han 2 gange holdt taler ved dets Reformationsfest (1760 og 1769), var rector magnificus i 1772 og var ivrig for bevarelsen af det Lilliendalske Legat ved det, fik det ikke meget glæde af ham. Han var professor i omkring 30 år og anmeldte stadig i dem forelæsninger over kameralvidenskaberne, men skal aldrig have holdt en forelæsning. Studenterne "brændte af Længsel" efter at høre ham, men hans helbredstilstand nævntes stadig som hindring.
Uvirksom synes han dog heller ikke at have været. Imellem Sorø Akademis manuskripter findes betænkninger fra ham til kronprins Frederik angående politilove for København, kornmagasiner m.m., og en af ham 1768 udgiven afhandling om statens indtægter viser, at han har været en fordomsfri og frisindet tænker, der dog i henhold til rosende omtale i samtiden ikke skilte "Statens og Fædrelandets Interesser fra Fyrstens".
Allerede 1761 havde han fra London tilskrevet Bernstorff om det der eksisterende Royal Society for the encouragement of Arts, Manufactures & Commerce som en god støtte for det økonomiske liv, og 1765 så det ud, som om han skulle få dannet et lignende selskab i Danmark, hvad dog Frederik 5.s død bragte til at strande.

### Virke i Det Kongelige Danske Landhusholdningsselskab
Praktisk nytte kom han også til at gøre i det kongelige danske Landhusholdningsselskab. Da Landhusholdningsselskabet stiftedes 1769, blev han vicepræsident i det, og denne post beklædte han til 1774. Det virkede dengang fuldt så meget for industrien som for agerbruget.

### Kommitteret i Rentekammeret
1765 udnævntes han til kommitteret i Rentekammeret, men denne udnævnelse gjaldt kun på papiret. 1762 var han blevet justitsråd, 1770 etatsråd og 1774 konferensråd. Han var medlem af det norske Videnskabernes Selskab, af Videnskabernes Selskab i London og af Académie des inscriptions et belles lettres i Paris.

## Folkeretlig forfattervirksomhed

### Om neutraliteten til søs
Martin Hübner er den eneste danske forfatter, der har vundet et varigt navn i den folkeretlige litteratur. Endnu citeres han som en betydelig autoritet, og selv hans engelske modstandere erkende, at han har leveret det dygtigste forsvar for den neutrale handels Ret i krigstid. Hans forgængere -- Hugo Grotius, Johann Gottlieb Heineccius og Cornelius van Bynkershoek—havde væsentlig holdt sig til consolato del mare, som erklærede neutralt gods i fjendtligt skib for frit, men fjendtligt gods i neutralt skib for god prise.
I søkrigene mellem England og Frankrig hævdede den engelske regering disse regler, som de engelske kapere anvendte med en sådan vilkårlighed, at den neutrale skibsfart, navnlig i Syvårskrigen, næsten led lige så meget derunder som den fjendtlige. Allerede i sit første betydelige arbejde, Essai sur l'histoire du droit naturel (London 1758), havde Hübner. kort fremsat sine afvigende anskuelser, og han begrundede dem nærmere i sit berømte værk: De la saisie des bâtiments neutres, som udkom i Haag 1759. Hans udgangspunkt er, at krigen ikke berører de neutrales retsstilling, uden for så vidt de selv ved at erklære sig neutrale have pålagt sig den pligt ikke at yde nogen af de krigsførende direkte og umiddelbare midler til krigens førelse.
Deraf følger for dem forpligtelsen til ikke at anløbe en blokeret eller belejret plads og til ikke at føre krigskontrabande til noget af de krigsførende lande. Derimod kan neutralt gods i fjendtligt Skib lige så lidt erklæres for god prise, som neutralt gods i fjendens land kan konfiskeres, og fjendtligt gods kan lige så lidt borttages i neutralt skib, som nogen krigsførende har ret til at trænge ind på neutralt landterritorium og bemægtige sig det derværende fjendtlige gods, thi det neutrale skib er neutralt territorium, så længe det befinder sig på åben sø. De krigsførendes visitationsret omfatter derfor kun ret til ved undersøgelse af skibspapirerne at forsikre sig om, at skibet virkelig tilhører en neutral stat, og at det ikke fører krigskontrabande.
Endelig hævder han i princippet og tvært imod den såkaldte Rule of 1756 de neutrales ret til at benytte sig af den frihed, som en af de krigsførende magter måtte tilstå dem til under krigen at handle på dens kolonier eller drive kystfart, mens sådan frihed ikke gaves dem i fredstid.
Næppe havde Hübner opstillet disse klare og rationelle grundsætninger, før alle publicister med undtagelse af de engelske sluttede sig dertil. Også regeringerne, atter naturligvis med undtagelse af England, antog i almindelighed disse sætninger, og de bevæbnede neutralitetsakter af 1780 og 1800 proklamerede dem.
Men det var dog først ved Pariser-deklarationen af 16. april 1856, at de to sætninger, som Hübner havde været den første til at begrunde, at neutralt skib dækker fjendtligt gods, og at neutralt gods er frit på fjendtligt skib, blev positiv folkeret.
I de to nævnte værker havde Hübner vist sig ikke blot som en overordentlig lærd og kundskabsrig mand, men også som en meget selvstændig og skarpsindig tænker. Hans stil er klar,
hans fremstilling strengt logisk og fri for alt lærd pedanteri og lyst til at udkramme unyttig lærdom, og han bevæger sig i det franske sprog med en indfødts lethed.

### Andre værker
Det er et besynderligt fænomen, at Hübner efter en så glimrende debut i den følgende del af sit liv forholdt sig tavs, og det så meget mere, som han i en række breve, han fra udlandet skrev til Bernstorff, viser sig lige så selvstændig og kyndig i statsøkonomiske som i folkeretlige spørgsmål. Kun i 1766 ved sin indtrædelse i Konsistorium udgav han en latinsk dissertation om Statens Indtægter, der på hans sædvanlige klare måde giver en summarisk oversigt over denne del af finansøkonomien. Det synes, at han beskæftigede
sig med at skrive sine politiske erindringer, men de så ikke dagens lys og er desværre vistnok tabte.
Derimod har man tillagt ham forfatterskabet til en overordentlig heftig pamflet mod England og den engelske regering, der under titlen Le politique Danois udkom anonymt i København 1756 og senere oftere er udgivet, således også i Frankrig under Napoleon 1805 med en noget forandret titel. Han fralagde sig straks i aviserne at være forfatteren, men 1760, da han skulle gå til England som kommissær, nægtede desuagtet den engelske regering at modtage ham, indtil det lykkedes ham at overtyde den engelske gesandt om sin uskyldighed. Ikke desto mindre anføres han endnu i senere tider som forfatter, i det man formodentlig støtter sig på en antydning af den lidet pålidelige Élie Catherine Fréron. Så meget er imidlertid vist, at Bernstorff, hvem Hübner forelagde sine politiske skrifter, før de kom ud (dette var således tilfældet med De la saisie og med et memorandum om Spanien, til hvis udgivelse Bernstorff ikke ville give sit samtykke), ikke antog ham for forfatteren. Men det bedste bevis er skriftets lidenskabelige og overfladiske tone, der er så forskellig fra Hübners stil, og navnlig dets indhold, som til dels forfægter andre principper end dem, Hübner antog.